# Sam Martin
Samuel Denison Martin (nacido el 7 de febrero de 1983) es un cantante y compositor estadounidense y cofundador junto a su  hermano, Connor Martin de la banda Con Bro Chill. Apareció en los créditos de la composición del éxito «Want to Want Me» de Jason Derulo, así como para canciones de Maroon 5, «Daylight» y «It Was Always You», y contribuyó como coescritor y vocalista de «Lovers on the Sun» y «Dangerous» de David Guetta. También participó con otros artistas de la escena electrónica como Sultan & Ned Shepard, Dirty South, Robin Schulz, Steve Angello y Armin Van Buuren, entre otros.

## Biografía
Martin nació en la ciudad de Nueva York pero se crio en Lake Oswego, Oregón. Asistió a la Escuela Secundaria de Lakeridge y luego cursó en la Escuela de Música de Berklee durante 2 años.

## Discografía

### Sencillos
- 2015: "Song for My Unborn Son"
- 2017: "Bring Me Home"
- 2017: "It’s Gonna Get Better"
- 2018: "Long Live The Billionare"

### Colaboraciones
- 2013: "All These Roads" (Sultan + Ned Shepard con Zella Day & Sam Martin)
- 2014: "Lovers on the Sun" (David Guetta con Sam Martin)
- 2014: "Unbreakable" (Dirty South con Sam Martin)
- 2014: "Dangerous" (David Guetta con Sam Martin)
- 2015: "Dirty Mind" (Flo Rida con Sam Martin)
- 2017: "Naked" (Robin Schulz con Sam Martin)
- 2017: "Carry Me Home" (Sam Feldt con Sam Martin)
- 2017: "Leviathan" (G-Eazy con Sam Martin)
- 2018: "I Want a Miracle" (Fred Rister con Sam Martin & Chris Willis)
- 2018: "Nothing Scares Me Anymore" (Steve Angello con Sam Martin)
- 2018: "Wild Wild Son" (Armin van Buuren con Sam Martin) [ Armada Music ]

- 2019: “Miles Away” (Armin van Buuren con Sam Martin) [ Armada Music ]

### Como comopositor
| Año  | Artista              | Álbum                          | Canción                                 | Participación         |
| 2012 | T.I.                 | Trouble Man: Heavy Is the Head | "Like That"                             | Compositor            |
| 2012 | Sultan + Ned Shepard |                                | "All These Roads" (con Zella Day)       | Cantante y compositor |
| 2012 | Maroon 5             | Overexposed                    | "Daylight"                              | Compositor            |
| 2013 | Gary Caos            |                                | "FCK" (con Pitbull & Snow Tha Product)  | Coproductor           |
| 2014 | David Guetta         | Listen                         | "Lovers on the Sun"                     | Cantante y compositor |
| 2014 | David Guetta         | Listen                         | "Dangerous"                             | Cantante y compositor |
| 2014 | David Guetta         | Listen                         | "What I Did for Love" (con Emeli Sandé) | Compositor            |
| 2014 | David Guetta         | Listen                         | "Goodbye Friend" (con The Script)       | Compositor            |
| 2014 | Dirty South          | With You                       | "Unbreakable"                           | Cantante y compositor |
| 2014 | Ziggy Marley         | Fly Rasta                      | "Lighthouse"                            | Compositor            |
| 2014 | Maroon 5             | V                              | "It Was Always You"                     | Compositor            |
| 2014 | Maroon 5             | V                              | "Coming Back for You"                   | Compositor            |
| 2014 | Nick Jonas           | Nick Jonas                     | "Wilderness"                            | Compositor            |
| 2014 | One Direction        | Four (Edición especial)        | "Change Your Ticket"                    | Compositor            |
| 2014 | Prince Royce         | Double Vision                  | "Stuck On a Feeling" (con Snoop Dogg)   | Compositor            |
| 2014 | Pentatonix           | PTX, Vol. III                  | "On My Way Home"                        | Compositor            |
| 2014 | Guy Sebastian        | Madness                        | "Like a Drum"                           | Compositor            |
| 2015 | Jason Derulo         | Everything Is 4                | "Want to Want Me"                       | Compositor            |
| 2015 | Jason Derulo         | Everything Is 4                | "Cheyenne"                              | Compositor            |
| 2015 | Zedd                 | True Colors                    | "Papercut"                              | Compositor            |
| 2015 | Zedd                 | True Colors                    | "Straight into the Fire"                | Compositor            |
| 2015 | Nick Jonas           | Nick Jonas X2                  | "Levels"                                | Compositor            |
| 2016 | MKTO                 |                                | "Hands Off My Heart/Places You Go"      | Compositor            |
| 2016 | Digitalism           | Mirage                         | "Destination Breakdown"                 | Compositor            |
| 2016 | Jon Bellion          | The Human Condition            | "Morning in America"                    | Compositor            |
| 2016 | Jason Derulo         | Platinum Hits                  | "Kiss the Sky"                          | Compositor y coros    |
| 2016 | Dreamers             | This Album Does Not Exist      | "Lucky Dog"                             | Compositor            |
| 2016 | Dreamers             | This Album Does Not Exist      | "Come Down Slow"                        | Compositor            |
| 2017 | Galantis             | The Aviary                     | "Call Me Home"                          | Compositor            |
| 2017 | Vice                 |                                | "Obsession" (con Jon Bellion)           | Compositor            |
| 2017 | The Chainsmokers     | Memories…do not open           | "It Won't Kill Ya" (con Louane)         | Compositor            |
| 2017 | Sam Feldt            | Sunrise to Sunset              | "Yes" (con Akon)                        | Compositor            |
| 2017 | Sam Feldt            | Sunrise to Sunset              | "Carry Me Home"                         | Compositor y cantante |
| 2017 | Rachel Platten       | Waves                          | "Fooling You"                           | Compositor            |
| 2017 | Pitbull              | Climate Change                 | "Options" (con Stephen Marley)          | Compositor            |
| 2017 | Lecrae               | The Shack                      | "River of Jordan"                       | Compositor            |
| 2017 | Marcus & Martinus    | Moments                        | "Please Don't Go"                       | Compositor            |